# Ange-Gaétan Astima
Ange-Gaétan Astima est un homme politique français né le 7 août 1826 à Cervione (Haute-Corse) et décédé le 13 juin 1909 à Paris. 

## Biographie
Il participa aux batailles de Morange, Reichsoffen et Sébastopol en Crimée, où il perdit un doigt qui fut remplacé par une prothèse en argent, ce qui lui valut le surnom de « doigt d'argent ».  Retraité de l'armée en 1870 avec le grade de lieutenant-colonel, il est maire de Cervione et conseiller général, devenant président du conseil général en 1897. Il est député de Corse de 1886 à 1889 et de 1898 à 1906, siégeant comme républicain.
Il est promu officier de la Légion d'honneur en 1871.